# Norio Yoshimizu
Norio Yoshimizu (Japó, 21 d'agost de 1946), és un exfutbolista japonès.

## Selecció japonesa
Norio Yoshimizu va disputar 4 partits amb la selecció japonesa.